# Kırıklı, Görele
Kırıklı là một thị trấn thuộc huyện Görele, tỉnh Giresun, Thổ Nhĩ Kỳ. Dân số thời điểm năm 2011 là 1.622 người.